# Stefanie Powers
Stefanie Zofya Federkiewicz (Hollywood, 2 de novembro de 1942), mais conhecida como Stefanie Powers, é uma atriz estadunidense com ascendência polonesa. Ela se tornou mundialmente conhecida com o seriado Casal 20, no qual fazia par com Robert Wagner.

## Filmografia

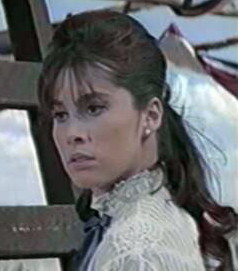
Stefanie Powers no filme McLintock! em 1963.

### No cinema
| Ano  | Título                                 | Personagem        | Notas |
| ---- | -------------------------------------- | ----------------- | ----- |
| 1961 | Tammy Tell Me True                     | Kay               |       |
| 1962 | If a Man Answers                       | Tina              |       |
| 1962 | Experiment in Terror                   | Toby Sherwood     |       |
| 1962 | The Interns                            | Gloria Mead       |       |
| 1963 | Palm Springs Weekend                   | Bunny Dixon       |       |
| 1963 | McLintock!                             | Becky McLintock   |       |
| 1964 | The New Interns                        | Gloria Worship    |       |
| 1965 | The Young Sinner                       | Ginny Miller      |       |
| 1965 | Love Has Many Faces                    | Carol Lambert     |       |
| 1965 | Die! Die! My Darling!                  | Pat Carroll       |       |
| 1966 | Stagecoach                             | Mrs. Mallory      |       |
| 1967 | Warning Shot                           | Liz Thayer        |       |
| 1969 | Crescendo                              | Susan Roberts     |       |
| 1970 | The Boatniks                           | Kate Fairchild    |       |
| 1972 | The Magnificent Seven Ride!            | Laurie Gunn       |       |
| 1974 | Herbie Rides Again                     | Nicole Harris     |       |
| 1975 | Gone with the West                     | Little Moon       |       |
| 1975 | It Seemed Like a Good Idea at the Time | Georgia Price     |       |
| 1976 | Invisible Strangler                    | Candy Barrett     |       |
| 1979 | Escape to Athena                       | Dottie Del Mar    |       |
| 2008 | Jump!                                  | Katherine Wilkins |       |
| 2018 | The Artist's Wife                      | Ada Risi          |       |

### Na televisão
| Ano       | Título                              | Personagem                       | Notas                                                                         |
| --------- | ----------------------------------- | -------------------------------- | ----------------------------------------------------------------------------- |
| 1961      | Bat Masterson                       | Ann Elkins                       | Episódio: "Dead Man's Claim"                                                  |
| 1962      | Bonanza                             | Calamity Jane                    | Episódio: "Calamity Over the Comstock"                                        |
| 1963      | Route 66                            | Julie Severn                     | Episódio: "A Cage in Search of a Bird"                                        |
| 1966–1967 | The Girl from U.N.C.L.E.            | April Dancer                     | Papel principal; 29 episódios                                                 |
| 1969      | Love, American Style                | Poppy                            | Episódio: "Love and the Doorknob"                                             |
| 1971      | McCloud                             | Model                            | Episódio: "Top of the World, Ma!"                                             |
| 1971      | Paper Man                           | Karen McMillan                   | Telefilme                                                                     |
| 1971      | Five Desperate Women                | Gloria                           | Telefilme                                                                     |
| 1971      | Ellery Queen: Don't Look Behind You | Celeste                          | Telefilme                                                                     |
| 1971      | Sweet, Sweet Rachel                 | Rachel Stanton                   | Telefilme                                                                     |
| 1972      | Cannon                              | Kelly Prentiss                   | Episódio: "The Rip-off", "Kelly’s Song"                                       |
| 1972      | Hardcase                            | Rozaline                         | Telefilme                                                                     |
| 1972      | The Streets of San Francisco        | Kim                              | Episódio: "No Place To Hide"                                                  |
| 1972      | The Mod Squad                       | Francie Drango                   | Episódio: "The Connection"                                                    |
| 1975      | The Rockford Files                  | Christine Dusseau                | Episódio: "The Real Easy Red Dog"                                             |
| 1976      | The Six Million Dollar Man          | Shalon                           | Episódios: "The Return of Bigfoot Part 1/2", "The Secret of Bigfoot Part 1/2" |
| 1976      | The Bionic Woman                    | Shalon                           | Episódios: "The Return of Bigfoot Part 1/2", "The Secret of Bigfoot Part 1/2" |
| 1977      | The Feather and Father Gang         | Feather Danton                   | 14 episódios                                                                  |
| 1977      | Washington: Behind Closed Doors     | Sally Whalen                     | 6 episódios                                                                   |
| 1978      | A Death in Cannan                   | Joan Barthel                     | Telefilme                                                                     |
| 1979–1984 | Hart to Hart                        | Jennifer Hart                    | Papel principal; 110 episódios                                                |
| 1984      | Mistral's Daughter                  | Maggie Lunel                     | Minissérie                                                                    |
| 1984      | Family Secrets                      | Jessie Calloway                  | Telefilme                                                                     |
| 1985      | Deceptions                          | Sabrina                          | Minissérie                                                                    |
| 1985      | Hollywood Wives                     | Montana Gray                     | Minissérie                                                                    |
| 1987      | At Mother's Request                 | Frances Schreuder, ~nee Bradshaw | Minissérie                                                                    |
| 1988      | Beryl Markham                       | Beryl Markham                    | Telefilme                                                                     |
| 1993      | Hart to Hart Returns                | Jennifer Hart                    | Telefilme                                                                     |
| 1994      | Home Is Where the Hart Is           | Jennifer Hart                    | Telefilme                                                                     |
| 1994      | Crimes of the Hart                  | Jennifer Hart                    | Telefilme                                                                     |
| 1994      | Old Friends Never Die               | Jennifer Hart                    | Telefilme                                                                     |
| 1995      | Secrets of the Hart                 | Jennifer Hart                    | Telefilme                                                                     |
| 1995      | Two Harts in 3/4 Time               | Jennifer Hart                    | Telefilme                                                                     |
| 1996      | Harts in High Season                | Jennifer Hart                    | Telefilme                                                                     |
| 1996      | Till Death Do Us Hart               | Jennifer Hart                    | Telefilme                                                                     |
| 1996      | Someone Is Watching                 | Michelle Dupre                   | Telefilme                                                                     |
| 2010      | Meet My Mom                         | Louise Metcalf                   | Telefilme                                                                     |
| 2013      | Reading, Writing, Romance           | Brenda                           | Telefilme                                                                     |
| 2014      | Ring by Spring                      | Madam Rue                        | Telefilme                                                                     |
| 2014      | Mr. Fiction                         | Marilyn                          | Telefilme                                                                     |